# Rote Startgruppe
Die rote Startgruppe umfasst die 30 besten Skilangläufer im Langlauf-Weltcup und dient als Grundlage für den Startreihenfolge bei Weltcuprennen.
Im Damen- und Herrenweltcup gibt es jeweils eine rote Startgruppe für Sprintrennen und eine für Distanzrennen.

## Mitgliedschaft
Die Mitgliedschaft in der roten Startgruppe wird über die Einzelrennen innerhalb des Weltcups bestimmt. Auch Rennen innerhalb einer Weltmeisterschaft sowie Olympischer Spiele gehen in die Wertung ein. Dabei wird die Saison in 4 zeitliche Abschnitte eingeteilt, in denen jeweils alle Punkte addiert werden. Für alle 4 Saisonabschnitte wird auch eine neue rote Startgruppe ermittelt. Die Punkte aus der Vorsaison kommen dabei so lange in die Wertung, bis der Saisonabschnitt in der neuen Saison begonnen hat. Dies bedeutet, dass die Punkte aus dem Abschnitt III aus der Vorsaison erst dann gestrichen werden, wenn in der neuen Saison der Abschnitt III begonnen hat.
Als Mitglied der roten Startgruppe ist einem Athleten ein Startplatz bei Weltcuprennen garantiert.

## Startplatzverteilung
In den Distanzrennen wird zur Bildung der Startplätze zwischen Massenstart- und Einzelstartrennen unterschieden.
Während bei den Massenstartrennen die Athleten aus der roten Startgruppe aus den ersten Reihen starten dürfen, müssen alle anderen je nach ihrer Startnummer dahinter ins Rennen gehen.
In den Einzelstartrennen, bei welchem jeder Athlet einzeln im Abstand von einer halben Minute startet, gehen die Starter der roten Gruppe traditionell als letztes in die Loipe. Dies wird praktiziert, um die Rennen bis zum Schluss möglichst spannend zu halten, da so die Favoriten als letztes das Ziel erreichen und so meistens noch starken Einfluss auf das Endergebnis nehmen.
Ein Ausnahmefall tritt dann in Kraft, wenn ein Athlet außerhalb der roten Startgruppe Führender in der Weltcup-Wertung ist. Sollte dies der Fall sein, wird der Athlet automatisch in die erste Startreihe (bei Massenstartrennen) oder als letzter (bei Einzelstartrennen) an den Start gehen.

## Probleme
Einige Trainer im Skilanglauf kritisieren das Startsystem vor allem bei den Einzelrennen. Denn durch den späten Start kann es dazu kommen, dass bei Rennen mit hoher Beteiligung, wie es vor allem bei Weltmeisterschaften oder Olympischen Spielen der Fall ist, schwache Läufer die Topathleten auf der Loipe behindern können, da häufig die Rennen auf einer Strecke über mehrere Runden gehen.
Ein weiterer Kritikpunkt ist die geringe Einflussnahme auf äußere Bedingungen. So wurde bei der Weltmeisterschaft 2007 in Sapporo der zuvor völlig unbekannte Weißrusse Leanid Karneyenka überraschenderweise Silbermedaillengewinner, nachdem er, früh gestartet, bei idealen Bedingungen sein Rennen bestritt, während die erst 45 Minuten nach ihm gestartete rote Gruppe vom starken Schneefall ausgebremst wurde.